# Truttikon
Truttikon (gzu. Truttike) – miejscowość i gmina (Politische Gemeinde) w północnej Szwajcarii, w kantonie Zurych, w okręgu (Bezirk) Andelfingen. 

## Demografia
W Truttikonie mieszka 465 osób. W 2021 roku 7,7% populacji gminy stanowiły osoby urodzone poza Szwajcarią.

## Transport
Przez teren gminy przebiega droga główna nr 14.